# Musikverein

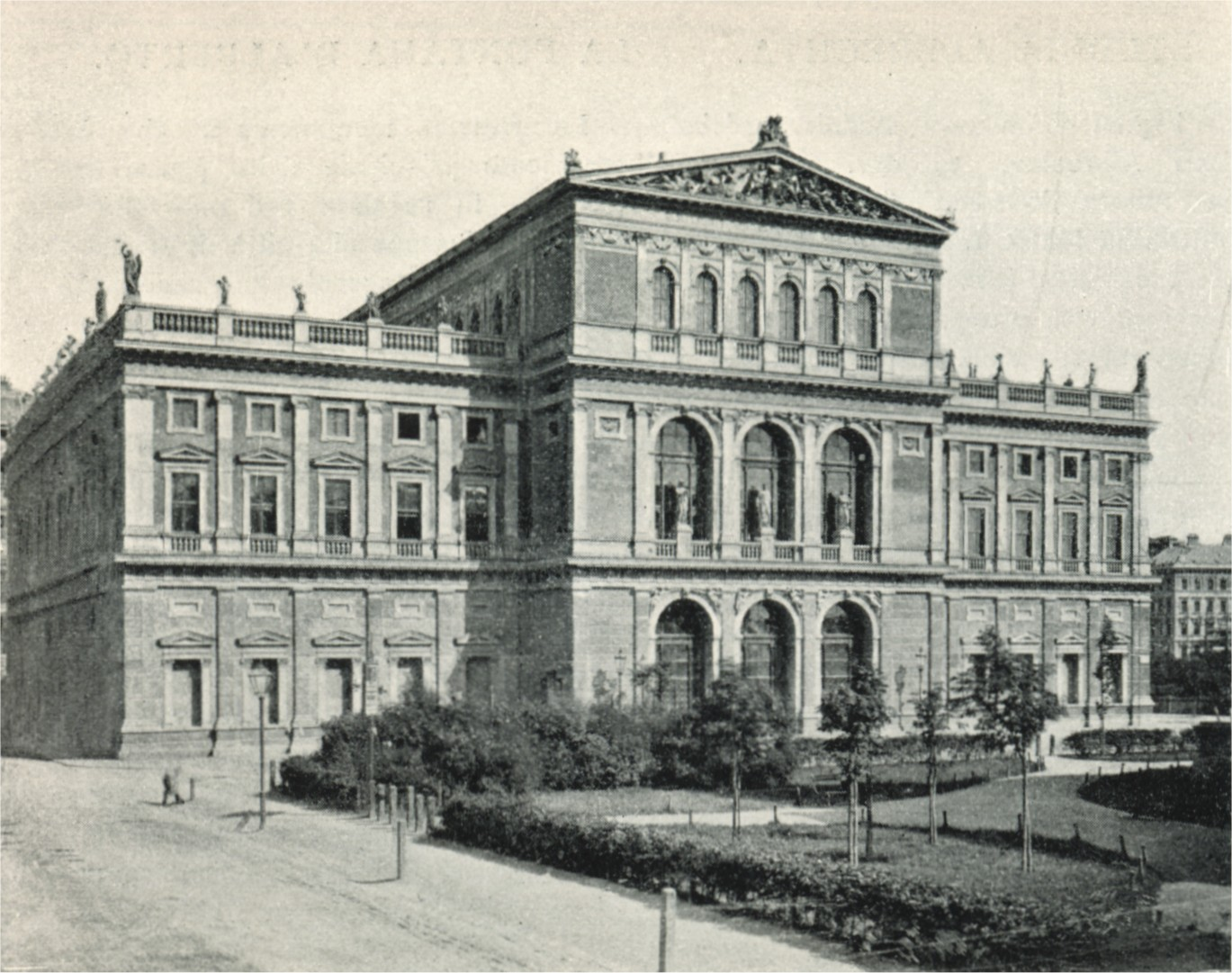
Musikverein 1898.

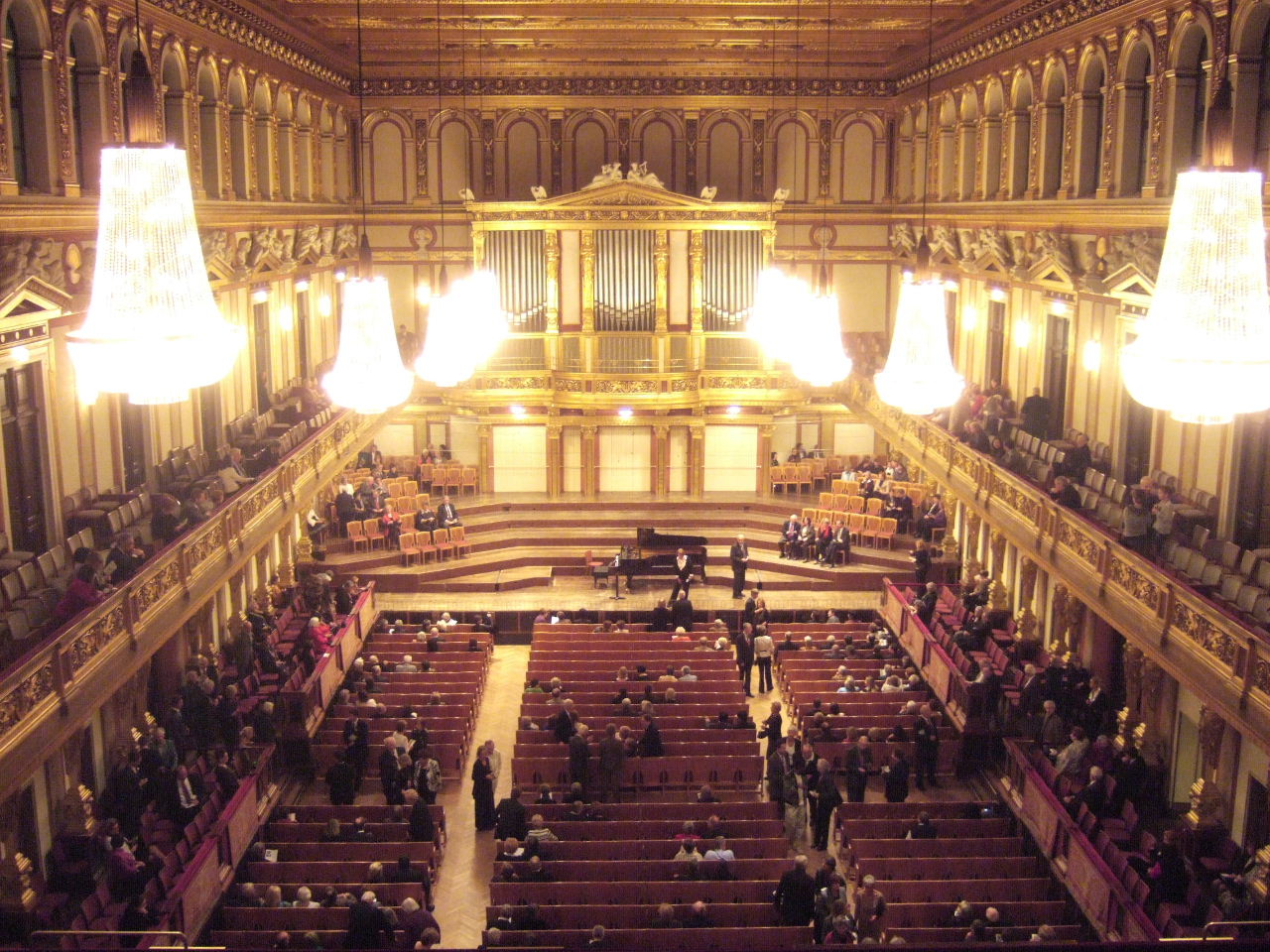
Konsertlokalen

Wiener Musikverein (eller Haus des Wiener Musikvereins, tyska för "Wiens Musikförenings Hus") är ett traditionsrikt konserthus i Wien, invigt år 1870. I denna byggnad befinner sig den berömda Große (Goldene) Musikvereinssaal (”gyllene salen"), som anses som en av världens vackraste och akustiskt mest tilltalande konsertsalar. Byggnaden ligger i 1. bezirk, Innere Stadt.

## Historia
År 1812 grundades Gesellschaft der Musikfreunde in Wien (Sällskapet för Wiens musikvänner) av Joseph Sonnleithner. År 1832 arrangerade de konserter i en sal, som trots att den rymde 700 personer, snart blev för liten. År 1863 skänkte kejsaren Franz Josef sällskapet ett område norr om Karlskirche. Vid planläggningen engagerades den danske arkitekten Theophilus Hansen. Det skulle byggas två salar: en till orkester och en till kammarmusik. Själva arbetet utfördes av firman Anton Wasserburger i Wien. De stenar, som användes tillverkades i mindre städer i Burgenland och Niederösterreich.
Med en festlig konsert öppnades huset den 6 januari 1870 och kritiken var mycket positiv särskilt över den goda akustiken i gyllene salen. Även lilla salen, som 1937 uppkallades efter Johannes Brahms, rosades för sina egenskaper som kammarmusiksal.
År 2002 tillkom ytterligare fyra salar. De används till repetitioner, konferenser, workshoppar och mottagningar samt till att använda nutidens teknik på bästa möjliga sätt. Tillbyggnaden skulle ursprungligen ha sponsrats av den amerikanske musikmecenaten Alberto Vilar, men utgifterna kom att delas mellan honom och den österrikisk-kanadensiske industrimannen Frank Stonach.
Sedan 1939 har det blivit tradition att Wienerfilharmonikerna här ger sin välkända Nyårskonsert med balettinslag på nyårsdagen, sedan många år tv-sända av Österreichischer Rundfunk via Eurovision till ett stort antal länder i världen.